# トヨタ・レイツ
レイツ（REIZ、鋭志）は、天津一汽トヨタ自動車が生産・販売していたセダンである。

## 概要
マークXの中国仕様車として2005年に登場。

## 初代 X120型（2005年 - 2011年）
エンジンは、2.5L V型6気筒エンジン3.0 L V型6気筒エンジンを設定。グレードは標準グレードの「2.5 S」、中間グレードである「2.5 V」、そして上級グレードの「3.0 V プレミアム」の3種類の設定となっている。

## 2代目 X130型（2011年 - 2017年）

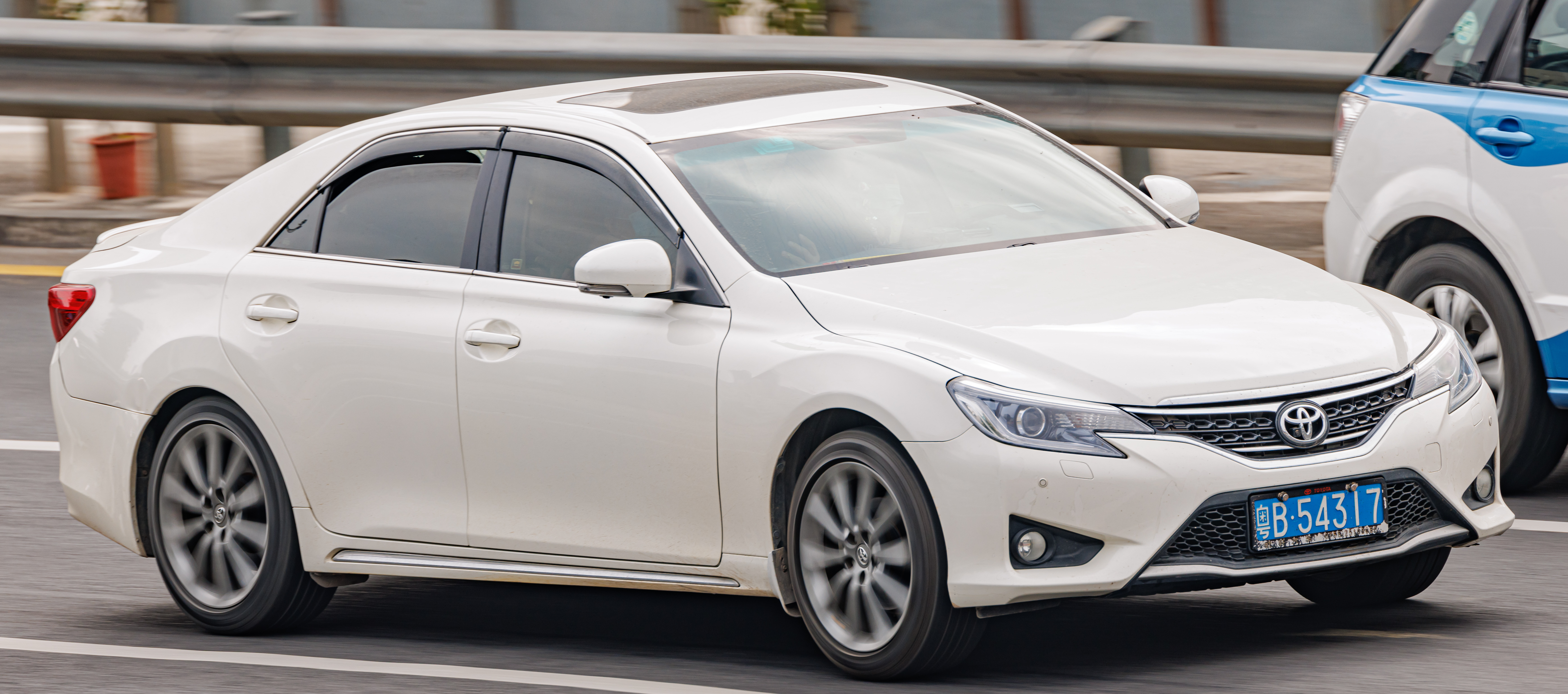
後期型 フロント
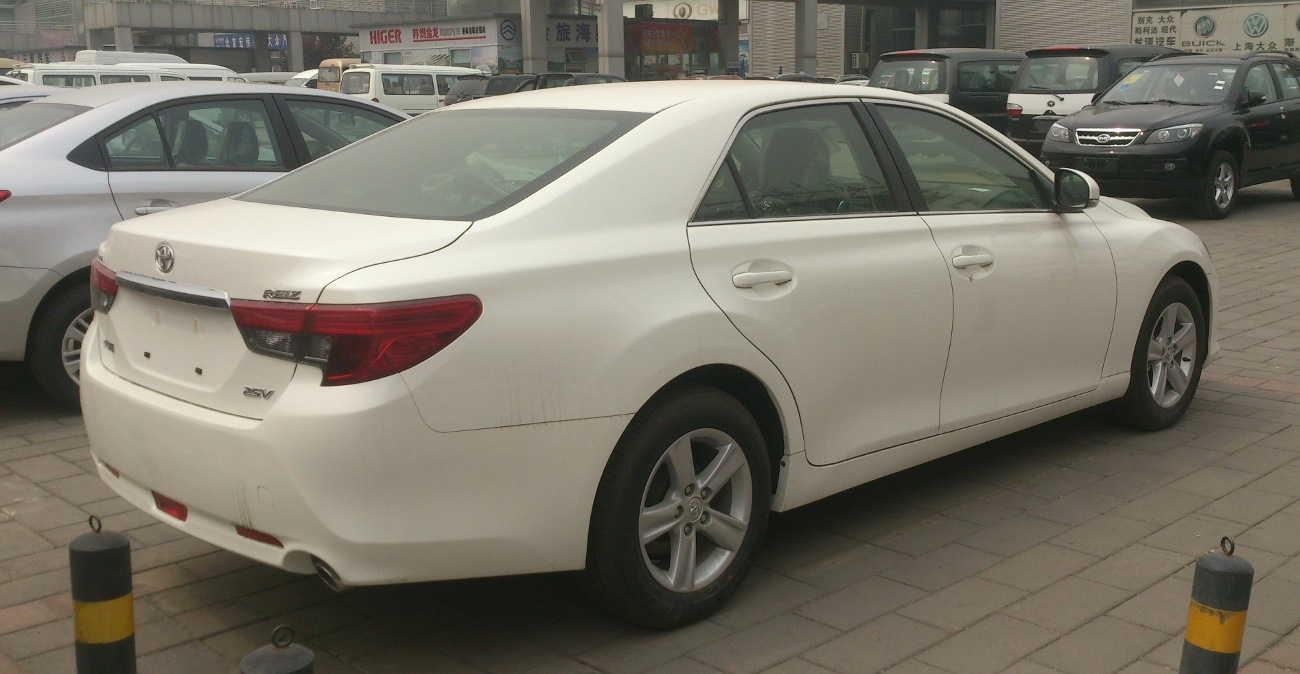
後期型 リア